# El inquietante caso de José Blum
 El inquietante caso de José Blum  es una película de Argentina filmada en colores dirigida por Pablo Nisenson sobre su propio guion que fue producida en 1996 y no se estrenó comercialmente. Tuvo como actores principales a Hugo Arana, Cipe Lincovsky, Gianni Lunadei y Arturo Maly.
El filme ganó el concurso de telefilms del Instituto Nacional de Cine y Artes Audiovisuales en 1995 pero nunca fue exhibido comercialmente si bien hubo funciones fuera de ese circuito y su estreno en televisión se produjo en junio de 1999 en el canal de cable Volver.

## Sinopsis
Un cincuentón que ha heredado de su padre el oficio de vendedor de ropa interior masculina, cae en crisis con su vivienda embargada y su madre muda y paralítica por lo que decide vender un riñón, circunstancia que le lleva al encuentro con una joven misteriosa que le hace creer que es el Mesías.

## Reparto
- Hugo Arana… José Blum
- Cipe Lincovsky …Rosa
- Alejandra Martínez …Eva
- Gianni Lunadei …Dr. Taussman
- Arturo Maly …Dr. Hamán
- Ricardo Sendra …Rabino Isaías
- Daniel Gallardo …Diputado
- Fernando López …Cadete
- Pía Uribelarrea …Oficial de policía
- Rubén Vladiminsky …Inspector de justicia
- Hugo de Bruna …Farmacéutico
- Patricia Hart …Prostituta 1
- Mónica Lleo …Prostituta 2
- Yael Ken …Secretaria
- Sol Escapa …Enfermera
- Marcos Garín …Enfermero
- Celina Fux …Llorona
- Alejandro Polledo

## Comentarios
Manrupe y Portela escriben:

«Una refexión sobre la tradición, y sus valores morales con alusiones bíblicas, clima opresivo, diálogos excesivamente literarios y una buena impresión general que no logra hallar un desenlace acorde.»